# El Palau d’Anglesola
El Palau d’Anglesola (spanisch Palau d’Anglesola) ist eine katalanische Gemeinde (municipio) mit 2.205 Einwohnern (Stand: 2024) in der Provinz Lleida im Nordosten Spaniens. Sie gehört zur Comarca Pla d’Urgell.

## Geographische Lage
El Palau d’Anglesola liegt etwa 20 Kilometer ostnordöstlich von Lleida in einer Höhe von ca. 250 m. Die Südgrenze der Gemeinde bildet die Autovía A-2.

## Bevölkerungsentwicklung
| 1900 | 1930 | 1950 | 1970 | 1981 | 1991 | 2001 | 2011 | 2021 |
| ---- | ---- | ---- | ---- | ---- | ---- | ---- | ---- | ---- |
| 939  | 1432 | 1503 | 1673 | 1658 | 1609 | 1704 | 2172 | 2205 |

## Sehenswürdigkeiten

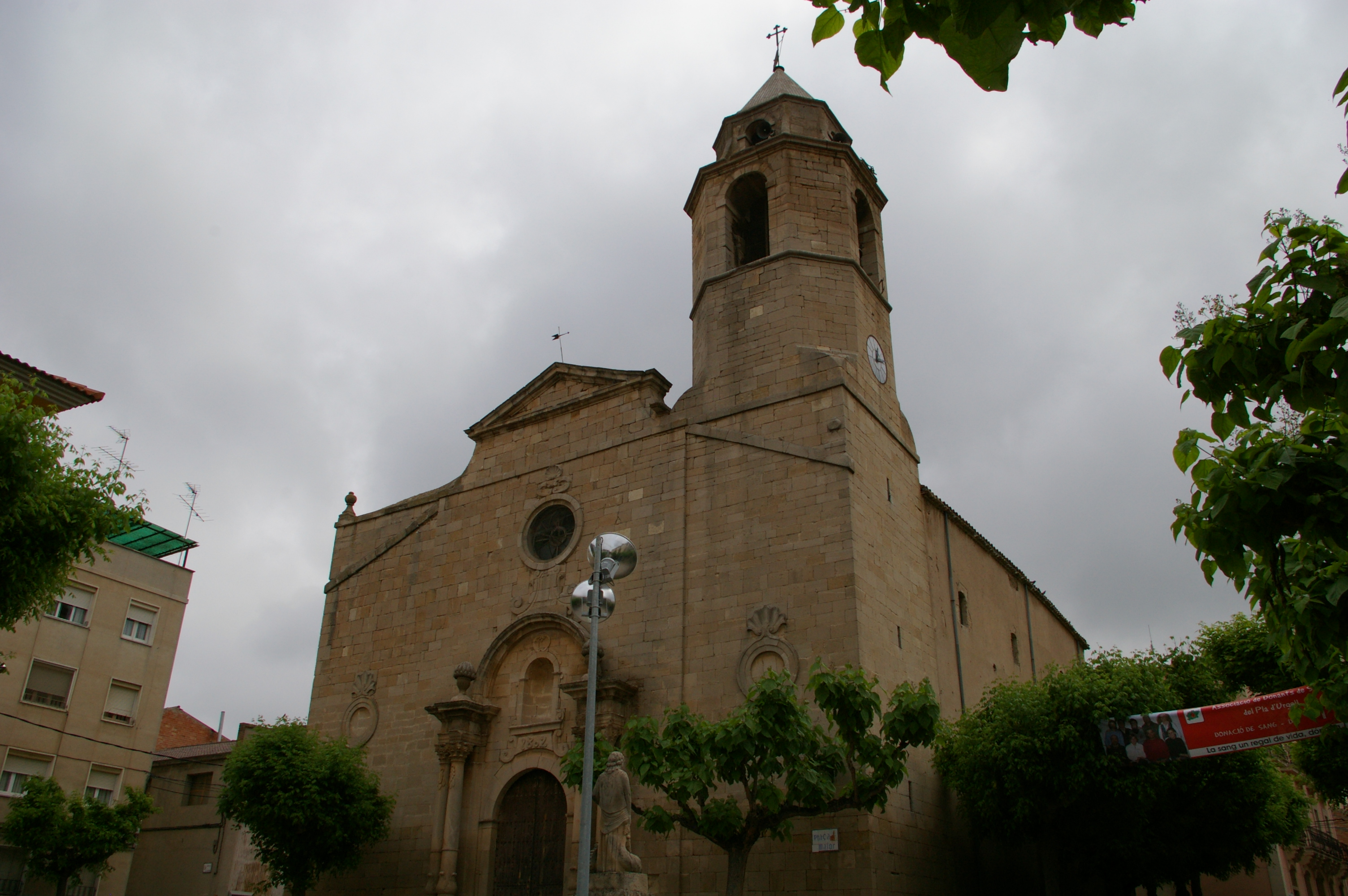
Johannes-der-Täufer-Kirche
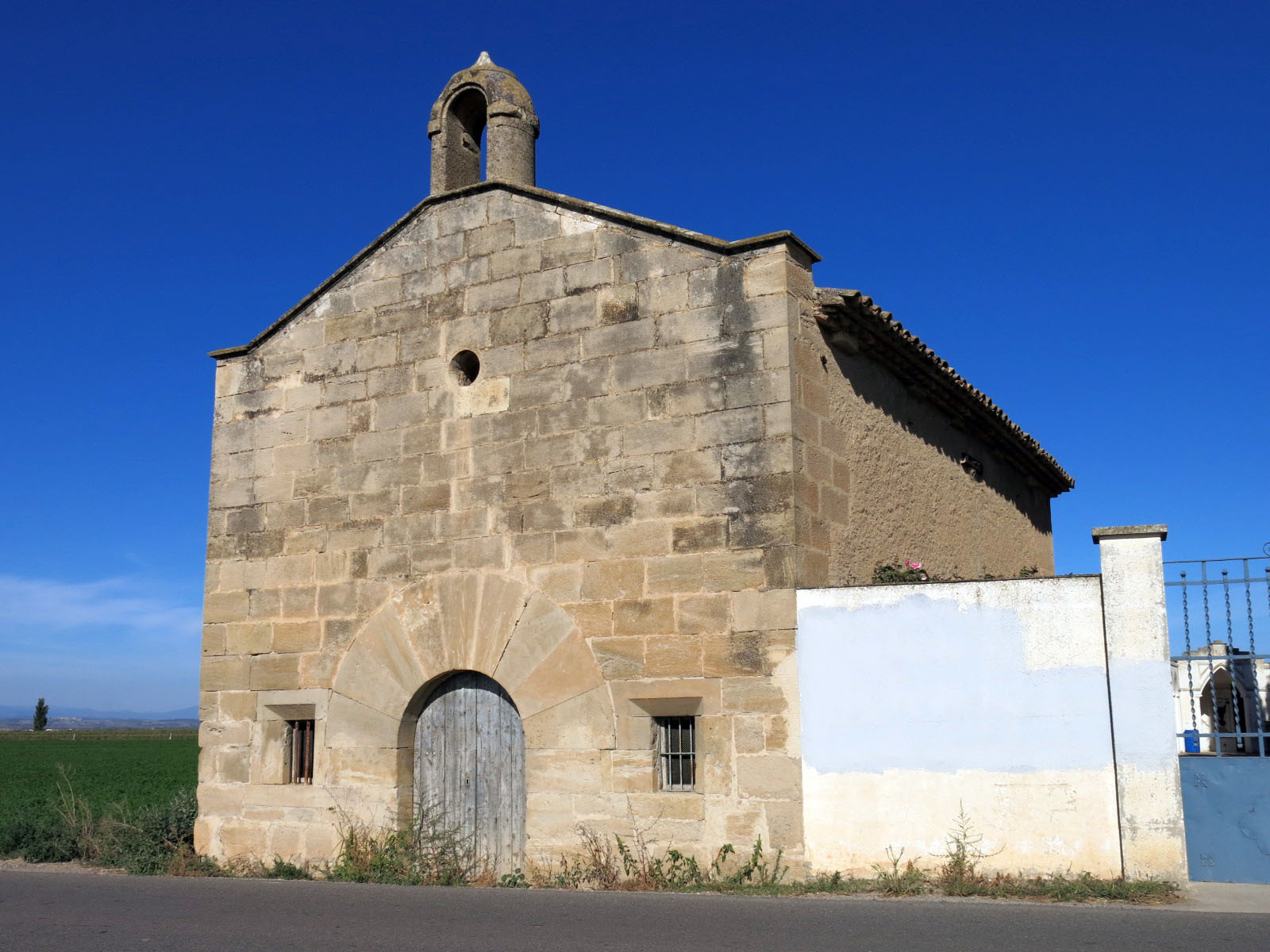
Rochuskapelle
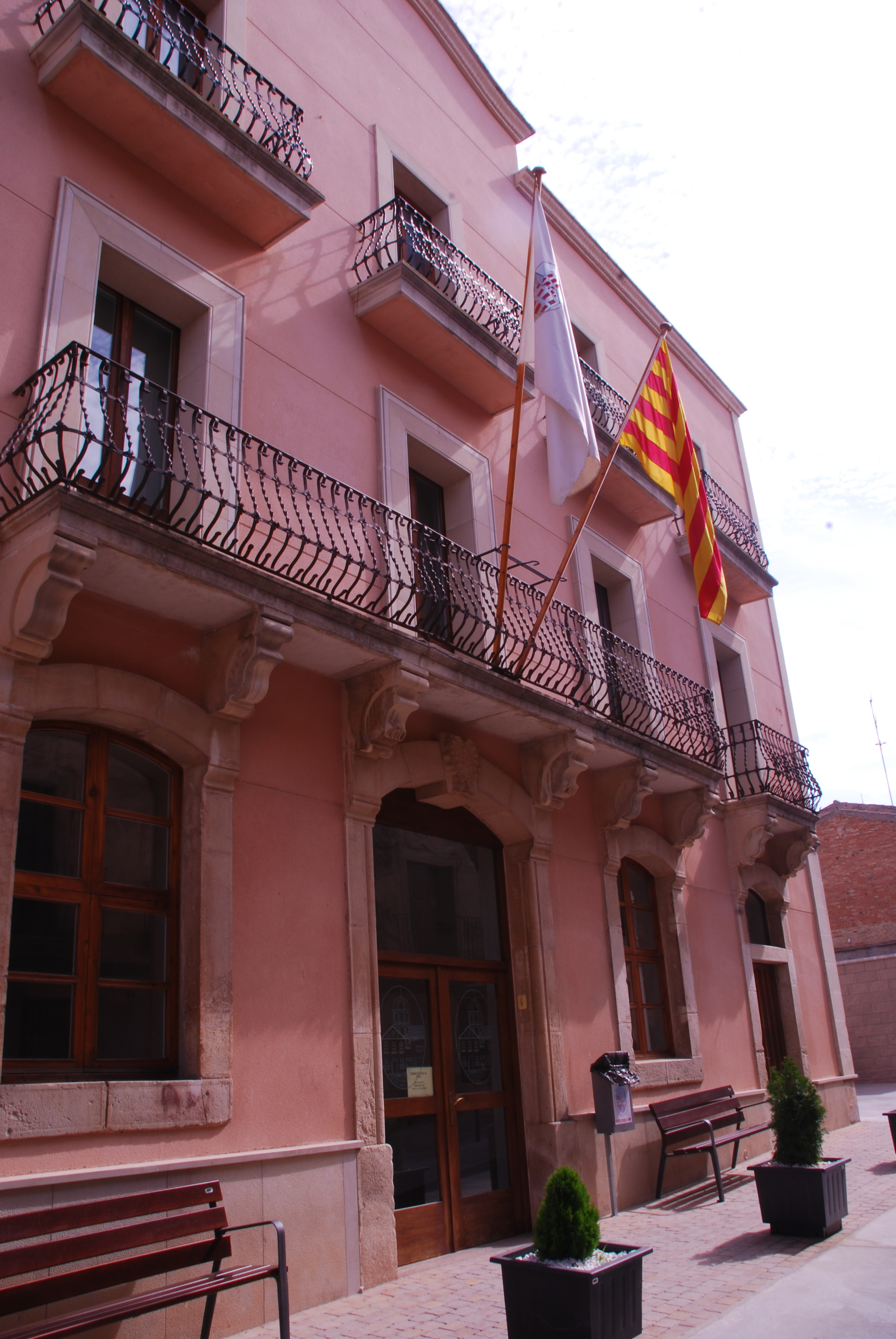
Luzienkapelle

- Johannes-der-Täufer-Kirche
- Luzienkapelle
- Rathaus